# Катастрофа ATR 42 в Сьюдад-Гуаяне
Катастрофа ATR 42 в Сьюдад-Гуаяне — авиационная катастрофа, произошедшая 13 сентября 2010 года. Авиалайнер ATR 42-320 авиакомпании Conviasa выполнял внутренний рейс V0-2350 по маршруту Порламар—Сьюдад-Гуаяна, но во время захода на посадку рухнул на землю в 11 км от аэропорта Сьюдад-Гуаяны. Из находившихся на его борту 51 человека (47 пассажиров и 4 члена экипажа) погибли 17

## Самолёт
ATR 42-320 (регистрационный номер YV1010, серийный 371) был выпущен в 1994 году (первый полёт совершил 7 февраля под тестовым б/н F-WWLN). 8 апреля того же года был передан авиакомпании Gill Air (с июня 1995 года — Gill Airways), в которой получил бортовой номер G-BVJP; 20 сентября 2001 года был снят с эксплуатации. 17 марта 2003 года был выкуплен авиакомпанией Air Wales (борт G-TAWE). С июня по август 2006 года эксплуатировался авиакомпанией ATRiam Capital (в ней сменил бортовых номера — G-TAWE и F-WQNC). 1 сентября того же года был куплен авиакомпанией Conviasa и его б/н сменился на YV1010. Оснащён двумя турбовинтовыми двигателями Pratt & Whitney Canada PW120. На день катастрофы совершил 29 603 цикла «взлёт-посадка» и налетал 27 085 часов.

## Экипаж
Состав экипажа рейса V0-2350 был таким:
- Командир воздушного судна (КВС) — 62-летний Рамиро Карденас (исп. Ramiro Cárdenas).
- Второй пилот — 38-летний Луис Альбарран (исп. Luis Albarrán). Налетал 1083 часа, 483 из них на ATR 42/72.
- Стюардесса — 24-летняя Даниэла Пенике (исп. Daniela Penique).

Также в составе экипажа был 33-летний авиамеханик Джилберт Парада (исп. Jilbert Parada).

## Катастрофа
Рейс V0-2350 вылетел из Порламара в 09:29 по местному времени, на его борту находились 4 члена экипажа и 47 пассажиров. Полёт прошёл без отклонений.
Незадолго до посадки в аэропорту Сьюдад-Гуаяны пилоты сообщили о проблемах с управлением. В 09:59 лайнер на малой высоте зацепил провода линий электропередач и рухнул на землю на территории сталелитейного завода в промышленной зоне, где хранились рабочие материалы. От удара о землю самолёт полностью разрушился и сгорел, относительно уцелела только хвостовая часть с задним пассажирским салоном. Рабочие сталелитейного завода и пожарные вытащили всех выживших из горящих обломков.
Первоначально сообщалось о 14 погибших, позднее о 15, ещё 2 выживших позднее скончались в больнице от полученных ранений. Всего в катастрофе погибли 17 человек — 3 члена экипажа (КВС, второй пилот и авиамеханик) и 14 пассажиров; выжили 34 человека — 1 член экипажа (стюардесса) и 33 пассажира, 23 из них получили ранения.

## Реакция
Президент Венесуэлы Уго Чавес объявил 3-дневный национальный траур после авиакатастрофы.
После катастрофы рейса 2350 Управление гражданской авиации Венесуэлы приостановило деятельность авиакомпании Conviasa в Тринидаде и Тобаго. Вскоре после приостановки рейсов появились опасения по поводу того, что жители Тринидада и Тобаго застряли на острове Маргарита, ведь в 2010 году Conviasa была единственной авиакомпанией, которая предлагала прямые рейсы из Тринидада и Тобаго на остров Маргарита.
17 сентября 2010 года правительство Венесуэлы приостановило все рейсы авиакомпании Conviasa, для проведения технической проверки всего её авиапарка. Conviasa сообщила, что временная приостановка продлится до 1 октября 2010 года и во время неё пассажиры будут перевозиться рейсами других авиакомпаний.

## Расследование
Содействие в расследовании причин катастрофы рейса V0-2350 оказало французское Бюро по расследованию и анализу безопасности гражданской авиации (BEA). Оно предоставило двух следователей, а компания «ATR» предоставила трёх технических советников.
30 декабря 2014 года Министерство водного и воздушного транспорта Венесуэлы сообщило, что вероятной причиной катастрофы рейса V0-2350 стала неисправность центральной системы оповещения пилотов с ошибочной активацией системы предупреждения о сваливании.
Факторами, способствовавшими этому, были:
- слабое управление ресурсами лётным экипажем,
- потеря контроля над ситуацией,
- плохая координация действий пилотов в процессе принятия решений,
- незнание пилотами принципов работы системы предупреждения о сваливании и ошибочное выполнение полёта.

На заключительном этапе полёта самолёт управлялся автоматикой неправильно, из-за чего КВС старался контролировать полёт вплоть до падения самолёта на землю. Неудовлетворительный уровень эмоциональных и когнитивных способностей командира, отсутствие лидерства и ошибки в суждениях заставляли его принимать неразумные решения. Оба пилота показали растерянность, плохую координацию действий в кабине, серьёзные проблемы во взаимодействии, незнание систем самолёта и потерю контроля над ситуацией.